# گویوه
گویوه (به لاتین: Gouyave) یک شهر در گرنادا است که در Saint John Parish, Grenada واقع شده‌است. گویوه ۳٬۳۷۸ نفر جمعیت دارد و ۸۲ متر بالاتر از سطح دریا واقع شده‌است.